# Boudjemaâ El Ankis
Boudjemaâ El Ankis  (ALA-LC: Biwajmat 'Ankis; (en árabe: بوجمعة العنقيس‎)‎; (Casba de Argel, 17 de junio de 1927-Argel, 2 de septiembre de 2015) también conocido como Mohammed Boudjemaâ, fue un músico, y cantautor argelino practicante de la música chaabi, tocando el mondol.
Fue conocido en Argelia por sus más de 300 canciones; y que había cantado en francés y, por haber sido encarcelado por los franceses de 1957 a 1960, por su protesta de su ocupación de Argelia. Así, en la guerra de liberación argelina fue arrestado y torturado dos veces por los servicios especializados del ejército colonial, entre 1957 y 1960. Su liberación de la prisión coincide con una reanudación con el arte. Djana El Intissar, de quien es letrista y compositor, evoca los acontecimientos del 11 de diciembre de 1961, es un himno a la independencia. Para honrar a la juventud argelina, Boudjemâa hizo un llamamiento a Mahboub Bati y, desde 1963, estalló la "guerra": en el chaâbi vecino. El nicho sería explotado por cantantes más jóvenes como Amar Ezzahi, El Hachemi Guerouabi, Hassen Said y Amar El Ahab. Boudjemaa fue uno de los mejores intérpretes del chaabi del siglo XX, gracias a su canto muy emotivo y conmovedor.
Boudjemaa es un gran amigo de Amar Ezzahi, de quien es el jeque (Amimer fue lanzado por Boudj a principios de la década de 1960), se mantuvieron en buenos términos a lo largo de sus carreras, con colaboraciones que permanecen enraizadas en las memorias de los chaabistas.
Se convirtió en un "pionero" de la música argelina mientras trabajaba con el letrista Mahbou Bati e inspiró a una nueva generación de músicos chaabi.

## Deceso
Boudjemaâ El Ankis falleció el 2 de septiembre de 2015, a los 88 años en el Hospital de Aïn Naâdja en Djasr Kasentina, en los suburbios de Argel.

## Discografía
- Anya Bejfak
- El Kaoui
- El Meknin Ezin
- Meknasia
- Nousik Ya Hbibi
- Ya El Ghafel
- Ya Woulfi